# Hug III de Xipre
|  | No confondre amb Hug III de Lusignan, senyor de Lusignan |

Hug III de Xipre (en francès: Hugues III de Lusignan, en grec: Ούγος Α΄ της Ιερουσαλήμ; 1235 - 24 de març del 1284), dit el Gran, va ser rei de Xipre des del 1267 i rei de Jerusalem des del 1268 (com Hug I de Jerusalem). Era fill d'Enric d'Antioquia i d'Isabel de Xipre, la filla d'Hug I de Xipre, net de Bohemon IV d'Antioquia i descendent de Robert Guiscard.
Va succeir el seu cosí Hug II com a rei de Xipre el 1267 i va obtenir la disputada corona del minvant regne creuat de Jerusalem dos anys més tard. Els esforços del seu rival, Carles I d'Anjou, rei de Sicília, que també va reclamar el seu dret a ser rei de Jerusalem, i la resistència dels seus súbdits li van impedir establir efectivament la seva autoritat a Terra Santa.
Hug III va ser un rei que va poder corregir la situació del Regne de Jerusalem, però es va trobar amb l'anarquia feudal, amb l'oposició d'alguns dels seus súbdits i la dels ordes militars. Va intentar reconciliar les diferents faccions i unificar les forces franques contra els mamelucs. Avorrit de les intrigues i lluites intestines després de vuit anys d'esforç i paciència, va renunciar al Regne de Jerusalem; va realitzar un segon intent de recobrar el regne set anys més tard, però va morir poc després de desembarcar. Set anys després de la seva mort, la ciutat d'Acre va caure definitivament davant els mamelucs.

## Biografia

### Orígens familiars
Hug no estava destinat a ser rei des del seu naixement. El seu pare era membre de la casa de Poitiers-Antioquía, però no era el senyor del Principat d'Antioquia (era germà de Bohemon V). La seva mare era de la casa de Lusignan-Xipre, però el rei de Xipre era Enric I de Lusignan, oncle d'Hug; aquest era encara jove i esperava un fill, Hug II, que va néixer el 1252. D'aquesta forma, malgrat el seu parentiu amb aquestes dues famílies regnants de Llevant, Hug no tenia expectatives d'heretar cap d'aquests territoris.

### La regència de Xipre i Jerusalem

El Regne de Xipre i Jerusalem el 1260.

Després de la croada de Frederic II Hohenstaufen, la noblesa del Regne de Xipre i Jerusalem estava dividida entre partidaris i enemics de l'emperador. Els opositors s'havien apoderat de Xipre l'any 1232, mentre que el rei titular de Jerusalem llavors era Conrad IV Hohenstaufen, fill de Frederic II, encara que mai va exercir una veritable sobirania sobre el regne. Els barons havien decidit assegurar un govern col·lectiu del regne, mentre es mantenien en una reialesa fictícia. Perquè les prerrogatives reials previstes en els Assizes (Lleis) de Jerusalem es complissin i en absència del rei, s'havia creat el títol de regent de Jerusalem, que seria conferit a un descendent xipriota de la reina Isabel de Jerusalem amb la condició que aquest fos un adult.
El rei de Xipre i oncle d'Hug, Enric, va morir un any després de convertir-se en pare. La seva vídua, Plasència d'Antioquia, va assumir la regència fins que va morir el 1261; la va succeir Hug, mentre que Isabel de Lusignan, la mare d'aquest, va actuar com a regent de Jerusalem fins a la seva mort el 1264, després d'haver tornat a Xipre i haver deixat el seu marit com a responsable del regne. El títol de regent de Xipre implicava assumir la regència del regne insular, però el de regent de Jerusalem era més aviat honorífic.
A la mort d'Isabel de Lusignan, dos aspirants van reclamar aquesta regència: d'una banda, Hug, per l'altra, Hug de Brienne, la mare del qual era la germana ran d'Isabel. L'Alta Cort de Jerusalem va fallar en favor d'Hug de Lusignan, probablement a causa que Hug de Brienne era més jove (només tenia vint-i-quatre anys). La situació del regne era difícil perquè, després de l'estada de Lluís IX de França a Terra Santa (1248-1254), el regne va entrar en una guerra civil coneguda com la guerra de Sant Sabas (1256-1258). Al comandament d'un exèrcit, Hug va desembarcar a Sant Joan d'Acre el 25 d'abril del 1266, poc després de la conquesta de Cesarea, Haifa i Arsuf a Bàybars I. La seva arribada va lliurar la ciutat de caure en mans d'aquest, encara que no va bastar per recuperar el territori perdut; la frontera amb els egipcis es trobava ja als voltants d'Acre. Durant l'estiu, una nova campanya de Bàybars li va atorgar el domini de Galilea, i també va conquerir Safed gràcies a una promesa d'immunitat a la guarnició que no va mantenir. Hug va llançar un contraatac a la regió a la fi d'octubre, però una emboscada a Safed el va obligar a retirar-se amb grans pèrdues.

### Ascens al tron

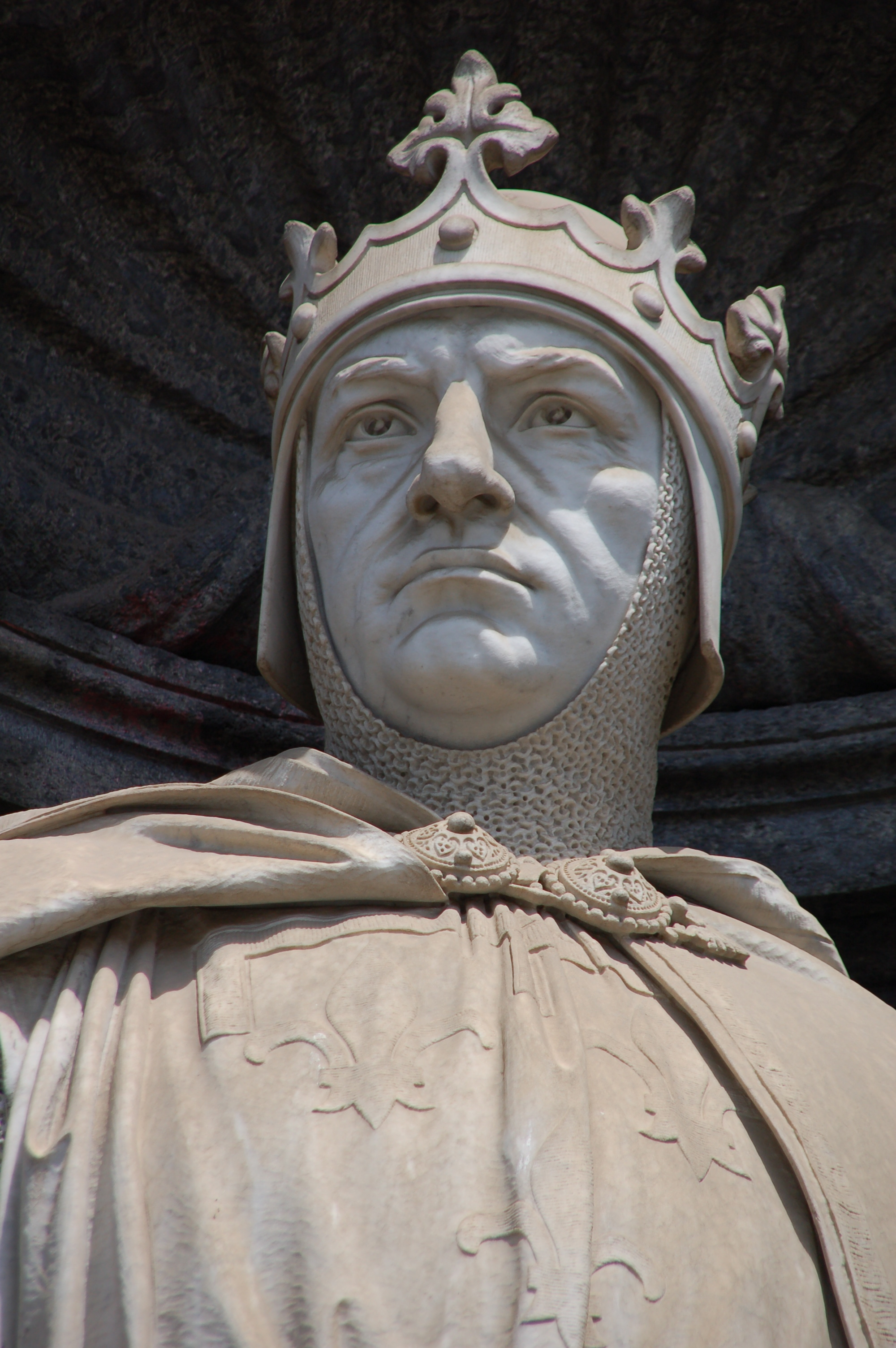
Carles d'Anjou, rival d'Hug III pel regne de Jerusalem. Carles havia comprat els drets al regne a una rival d'Hug, Maria d'Antioquia.

Hug II, que amb prou feines tenia catorze anys, va morir el 5 de desembre del 1267 i Hug —fins llavors el seu regent— el va succeir en el tron xipriota sota el nom d'Hug III. Va decidir adoptar el cognom de Lusignan. Va ser coronat el dia de Nadal d'aquest mateix any. La mort d'Hug II i l'ascensió al tron van reforçar el poder del de Lusignan, que ja havia de témer la pèrdua d'aquest territori quan acabés la seva regència. Els seus vassalls, no obstant això, van seguir negant-se a servir fora de Xipre, la qual cosa el forçava a comptar amb els homes dels seus propis dominis i amb voluntaris en les seves expedicions al continent.
El 29 d'octubre del 1268, el seu cosí Conradí de Hohenstaufen, rei titular de Jerusalem i últim representant de la branca principal de la família reial d'aquest regne, va morir decapitat per Carles d'Anjou a Nàpols. La línia principal provenia d'Alícia de Xampanya, mentre que les secundàries descendien de dues germanastres. Extingida la branca principal, la successió va recaure llavors en la casa reial xipriota, que descendia d'una de les germanastres d'Alícia. Hug III va reclamar la successió del regne de Jerusalem com el descendent de més edat de la reina de Jerusalem, successió impugnada per Maria d'Antioquia, com a parent més propera del rei i descendent de l'altra germanastra d'Alícia. Hug va ser finalment triat per l'Alta Cort, després de certa controvèrsia, va rebre el jurament de vassallatge de Godofreu de Sergines, senescal del regne i representant de Lluís IX, i va ser coronat rei de Jerusalem el 24 de setembre del 1269 en la catedral de Tir —tradicional lloc de coronació dels reis jerosolimitans des de la pèrdua de Jerusalem. Maria, no obstant això, no va acceptar de bon grat l'elecció d'Hug i va partir a Itàlia a presentar el seu cas davant el papa. Encara que no va aconseguir el tron, al març del 1277 va vendre els seus drets a Carles d'Anjou per mediació del papa Gregori X.

### Situació dels territoris d'Hug
Encara que Hug III va ser triat per l'assemblea de barons, el seu regnat no va estar exempt de dificultats. En l'aspecte intern, feia trenta-cinc anys que els barons funcionaven sense la presència d'un rei. La primera acció d'Hug va ser reconciliar Felip de Montfort amb el Govern d'Acre, facilitada pels revessos d'aquell, que li van fer apreciar la conveniència d'unir forces; Hug va oferir la mà de la seva germana al fill de Felip com a gest de reconciliació. La reconciliació de les famílies Montfort i Ibelín va resultar més senzilla que anteriorment a causa de la desaparició de la vella generació d'aquesta família i la pèrdua dels seus feus en el regne a excepció de Beirut (en mans d'una dona que Hug va tractar d'utilitzar per atreure croats mitjançant el seu matrimoni amb algun destacat senyor feudal europeu), encara que seguia sent la principal família de Xipre. Per afirmar el suport dels Ibelín, Hug es va casar amb un membre d'aquesta família, Isabel. Encara que va aconseguir reconciliar els seus principals vassalls, va tenir més dificultat amb el govern d'Acre, les ordes militars i les repúbliques italianes. Gènova i Venècia van continuar enfrontant-se i els templers i teutònics van rebre malament el seu acostament amb Felip de Montfort. Acre, per la seva banda, era hostil a Tir i va acceptar de mala gana la pèrdua d'autonomia que va suposar el retorn d'un rei a la ciutat.
Les dificultats d'Hug s'incrementaven pel fet que la noblesa xipriota solament se sentia obligada a unir-se a l'exèrcit reial per defensar el Regne de Xipre i no es considerava obligada a seguir el rei al Regne de Jerusalem. Els intents d'Hug per reafirmar l'autoritat real van fracassar.
En el aspecte extern, el sultà mameluc Bàybars I havia iniciat la conquesta del regne feia cinc anys i cap rei o noble a Europa occidental volia una croada, excepte Lluís IX. Les esperances d'una nova croada es van esvair quan Lluís va enviar les seves forces a Tunísia el 1270, on va morir. Carles d'Anjou —que havia aconseguit el canvi de destinació de la croada de Lluís— no deixava de ser una amenaça; mantenia bones relacions amb el sultà d'Egipte, Baibars, i pressionava a Hug de Brienne perquè reclamés el tron xipriota i a Maria d'Antioquia perquè fes el propi amb el de Jerusalem. L'1 de setembre de 1269, una gran força al comandament de Jaume I d'Aragó havia marxat cap a Terra Santa, però una gran tempesta va desbaratar la tropa i va forçar la volta del rei i del gruix de les seves forces a Aragó, frustrant-se la croada. Les restes que van arribar al Llevant no van aconseguir cap resultat; una emboscada que Bàybars els tenia preparada va eliminar gran part dels cavallers francesos acantonats a Acre que tornaven d'unes incursions a prop de Montfort i els aragonesos aviat van tornar a la seva terra. Bàybars també va aconseguir desfer-se de Felip de Montfort, el principal vassall d'Hug, mitjançant l'ús de la secta dels assassins, que van acabar amb ell el 17 d'agost de 1270. La mort de Felip va ser un gran revés per a Hug, perquè el seu fill, que va sobreviure a l'atac, no comptava amb l'experiència i prestigi del seu pare.
Davant l'escassa ajuda occidental, Hug va xifrar les seves esperances en l'il-kan Abaqa, xamanista de simpaties cristianes, influenciat a més per la seva esposa romana d'Orient, Maria. Les lluites entre el Ilkanat i l'Horda d'Or van impedir, no obstant això, que Abaqa participés en els esdeveniments a Síria i Palestina i no va poder evitar la caiguda d'Antioquia a les mans de Bàybars el 1268. Fins i tot a partir de 1270, quan les successives guerres van concedir un respir a Abaqa, aquest no va poder exercir una influència destacable en Terra Santa per la sortida de Lluís de França a Tunísia.

### Lluita contra els mamelucs

El Regne de Xipre al moment de la novena croada del príncep Eduard d'Anglaterra.

A la fi de maig del 1268, després de la caiguda d'Antioquia en mans de Bàybars, Hug va enviar una ambaixada per tractar sobre l'establiment d'una possible treva. Els enviats del sultà es van presentar en Acre el 3 de juliol i, després de dures negociacions, la pau es va signar. Però, a diferència dels seus predecessors aiúbides, el sultà no va complir amb la seva paraula, va realitzar una campanya de saqueig a Tir el 23 de maig de 1269, va intentar posar setge a Margat al desembre del 1269 i al gener del 1270, i va atacar sense èxit el Crac dels Cavallers el 28 de gener de 1270.
Encara que la croada de Lluís va fer que Bàybars no ataqués els francs durant l'estiu del 1270, ja que temia que la seva presència fos necessària a Tunísia per repel·lir aquell, la mort del sobirà francès li va permetre reprendre les seves campanyes a Palestina i Síria. Al febrer del 1271 va començar una nova ofensiva en la qual va capturar totes les fortaleses franques de l'interior de la regió, incloses Montfort, el Crac dels Cavallers o Maraclea. A l'estiu, el Regne de Jerusalem havia quedat reduït al domini reial (Acre i els seus voltants), el comtat de Sidó, en poder dels templers i la senyoria de Tir, en poder de Felip de Montfort, partidari dels genovesos mentre que els venecians dominaven Acre.
El maig del 1271, el sultà mameluc va enviar una esquadra de disset naus contra Xipre, però una mala maniobra va fer que onze d'elles caiguessin en mans dels xipriotes un mes més tard. Poc després el príncep Eduard d'Anglaterra va desembarcar al capdavant de la novena croada, a la qual es va unir Hug, però la seva arribada no va conduir a cap resultat concret, encara que les parts enfrontades van negociar una pau a Cesarea el 22 de maig del 1272. La pau havia tornat, però els francs del Regne de Jerusalem van tornar novament a les lluites internes i els cavallers xipriotes es van negar a servir en Palestina; només després de certa negociació, van acordar servir allí quatre mesos a l'any, mentre que l'Estat mameluc havia creat un exèrcit permanent.

### Crisi interna
Els vassalls estaven començant a mostrar la seva oposició al rei; a la mort d'Hamo le Strange, senyor de Beirut, aquest va lliurar la seva vídua (Isabel) i el seu feu a la protecció de Bàybars (1273). Hug va respondre assignant la residència de la vídua a Xipre, però Bàybars, amb el suport dels templers que s'oposaven a la restauració de la monarquia, va intervenir i va prendre el control de Beirut. Solament molt de temps després, després de la mort d'Isabel, Hug va aconseguir recuperar el control del feu. A Trípoli, on havia mort el comte Bohemon VI d'Antioquia, Hug tampoc va aconseguir fer respectar el seu dret a la regència del jove Bohemon VII, que va prendre la seva mare amb l'ajut del bisbe de Tortosa; els intents d'Hug per prendre el control de la ciutat van fracassar. També a la ciutat d'Acre van aprofitar la llunyania dels reis Hohenstaufen per administrar-se de manera autònoma i van tolerar malament la presència del rei. L'acceptació d'Hug al començament del seu regnat va anar donant pas a una creixent hostilitat, especialment per part de la comuna i dels templers. El 1275, Guillem de Beaujeu va ser triat gran mestre del Temple i va declarar obertament la seva oposició al rei; fins i tot es va negar a consultar i obtenir el seu consentiment per alguns actes que els Assizes requerien. A Latakia, per contra, Hug va aconseguir rebutjar el setge de Bàybars després d'acordar el pagament d'un tribut al sultà.

### Abandonament del regne de Jerusalem, retorn a Xipre i últim intent de reprendre el regne perdut

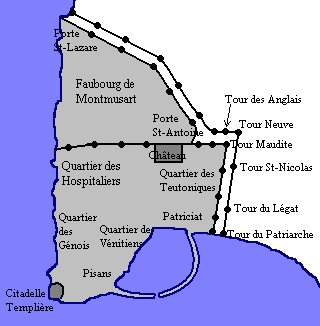
Mapa medieval d'Acre.

Cansat de les desavinences amb les diferents forces del regne, Hug III va deixar Acre a l'octubre del 1276 per viatjar a Tir i després a Xipre; va escriure una carta al Papa explicant que la insubordinació del poble d'Acre i de les ordes militars feien impossible el govern del regne i que en renunciava. La gent d'Acre es van adonar del perill que afrontaven i van demanar a Hug que es quedés però com els ordes militars es van negar a acceptar aquesta mesura, Hug va persistir en la seva decisió. Va acceptar, no obstant això, nomenar un batlle per al regne, que va ser Balian d'Ibelín.
Després de la partida d'Hug, Guillem de Beaujeu va fomentar les ambicions de Carles d'Anjou, que va comprar els drets del regne de Jerusalem a Maria d'Antioquia el març del 1277. Carles d'Anjou va enviar el seu representant Roger de Sant Severino per governar el regne, però va fracassar en l'objectiu d'unificar el país, puix que lluitava per recuperar-se de la guerra de Sant Sabas i estava dividit entre els partidaris de Xipre i els Anjou. L'arribada de Roger, la falta de suport al batlle d'Hug i la indiferència d'aquest, que es va negar a intervenir en els assumptes del regne després de la seva marxa a Xipre, van permetre que els angevins aconseguissin el control del minvat regne.
Hug va canviar la seva decisió d'abandonar el regne i va desembarcar a Tir el 1279, però no va tenir la benvinguda esperada després de quatre mesos d'absència. No va participar en els combats entre mongols i mamelucs que va culminar en la gran batalla d'Homs del 30 d'octubre del 1281 amb una victòria parcial dels segons que van establir la frontera entre tots dos en l'Eufrates.
El 30 de març del 1282, els esdeveniments de les vespres sicilianes van posar fi a les ambicions mediterrànies de Carles d'Anjou, que va haver de replegar les seves tropes de Terra Santa. La matança va desbaratar el seu poder no solament en Occident, sinó també a Terra Santa. A la fi d'any, Roger de Sant Severino, ja sense suports locals, va abandonar el Regne de Jerusalem, encara que va nomenar un batlle per substituir-lo. Gràcies al suport dels Montfort, que de nou controlaven Beirut i Tir, Hug va tornar al Regne de Jerusalem durant l'estiu del 1283; ben rebut a les dues ciutats malgrat els revessos soferts per les seves tropes en el camí entre ambdues, no va aconseguir, no obstant això, el suport d'Acre. Els nobles xipriotes es van negar de nou a romandre en el continent més dels quatre mesos habituals i el seu fill Bohemon, el més prometedor, va morir el 3 de novembre. El seu cunyat i aliat Joan de Montfort va morir també, el 27 de novembre del 1283, seguit pel germà d'aquest últim, Hunfred de Montfort, el 12 de febrer del 1284. Encara que abandonat pels seus vassalls xipriotes, que van tornar a l'illa, Hug va decidir romandre a Tir, que controlava encara la vídua del seu difunt cunyat. Va morir en aquesta ciutat el 26 de març del 1284.

### Matrimoni, descendència i família
Es va casar el 23 de gener del 1255 amb Isabel d'Ibelín (1241 – 1324), filla de Guiu d'Ibelín, mariscal i conestable de Xipre, i de Felipa de Barlais, i en van tenir els següents fills:
- Joan (1267 - 1285), rei de Xipre
- Bohemon (1268 - 1281)
- Enric (1271 - 1324), rei de Xipre
- Amalric (1272 - 1310), príncep de Tir i regent de Xipre
- Maria (1273 - 1322) es va casar el 1315 amb Jaume II d'Aragó
- Aimeric (1275 - 1316) conestable de Xipre
- Margarida (1276 - 1296), es va casar el 1288 amb Toros III d'Armènia
- Guiu (1278 - 1303) conestable de Xipre
- Alícia (1279 - 1324) es va casar el 1295 amb Balian de Galilea
- Helvis (morta l'1 d'abril del 1324)
- Isabel (1280 - 1319) es va casar amb Constantí Neghir, senyor de Partzerpert (mort el 1308), després amb Oshin d'Armènia.

| Onfroi IV de Toron             | Onfroi IV de Toron             | Onfroi IV de Toron             | Onfroi IV de Toron             | Onfroi IV de Toron                         | Onfroi IV de Toron                         |                                            |                                            |                                            |                                            |                                    |                                    |                                    |                                    |                                   |                                   |                                        |                                        |                                        |                                        |                                        |                                        |                             |                             | Isabel I († 1205) r. Jerusalem      | Isabel I († 1205) r. Jerusalem      | Isabel I († 1205) r. Jerusalem      | Isabel I († 1205) r. Jerusalem      | Isabel I († 1205) r. Jerusalem      | Isabel I († 1205) r. Jerusalem      |                                |                                |                                |                                |                              |                              |                              |                              |                               |                               |                                         |                                         |                                         |                                         |                                         |                                         |  |  |                                 |                                 |                                 |                                 |                                 |                                 |  |  | Amalric II († 1205) r. Xipre         | Amalric II († 1205) r. Xipre         | Amalric II († 1205) r. Xipre         | Amalric II († 1205) r. Xipre         | Amalric II († 1205) r. Xipre         | Amalric II († 1205) r. Xipre         |  |  |  |  |  |  |  |  |  |  |  |  |  |  |  |  |  |  |  |  |  |  |  |  |  |  |  |  |  |  |  |  |  |  |  |  |  |  |
| Onfroi IV de Toron             | Onfroi IV de Toron             | Onfroi IV de Toron             | Onfroi IV de Toron             | Onfroi IV de Toron                         | Onfroi IV de Toron                         |                                            |                                            |                                            |                                            |                                    |                                    |                                    |                                    |                                   |                                   |                                        |                                        |                                        |                                        |                                        |                                        |                             |                             | Isabel I († 1205) r. Jerusalem      | Isabel I († 1205) r. Jerusalem      | Isabel I († 1205) r. Jerusalem      | Isabel I († 1205) r. Jerusalem      | Isabel I († 1205) r. Jerusalem      | Isabel I († 1205) r. Jerusalem      |                                |                                |                                |                                |                              |                              |                              |                              |                               |                               |                                         |                                         |                                         |                                         |                                         |                                         |  |  |                                 |                                 |                                 |                                 |                                 |                                 |  |  | Amalric II († 1205) r. Xipre         | Amalric II († 1205) r. Xipre         | Amalric II († 1205) r. Xipre         | Amalric II († 1205) r. Xipre         | Amalric II († 1205) r. Xipre         | Amalric II († 1205) r. Xipre         |  |  |  |  |  |  |  |  |  |  |  |  |  |  |  |  |  |  |  |  |  |  |  |  |  |  |  |  |  |  |  |  |  |  |  |  |  |  |
|                                |                                |                                |                                |                                            |                                            |                                            |                                            | Conrad de Montferrat († 1192)              | Conrad de Montferrat († 1192)              | Conrad de Montferrat († 1192)      | Conrad de Montferrat († 1192)      | Conrad de Montferrat († 1192)      | Conrad de Montferrat († 1192)      |                                   |                                   |                                        |                                        |                                        |                                        |                                        |                                        |                             |                             |                                     |                                     |                                     |                                     |                                     |                                     |                                |                                |                                |                                |                              |                              |                              |                              | Enric II de Xampanya († 1197) | Enric II de Xampanya († 1197) | Enric II de Xampanya († 1197)           | Enric II de Xampanya († 1197)           | Enric II de Xampanya († 1197)           | Enric II de Xampanya († 1197)           |                                         |                                         |  |  |                                 |                                 |                                 |                                 |                                 |                                 |  |  |                                      |                                      |                                      |                                      |                                      |                                      |  |  |  |  |  |  |  |  |  |  |  |  |  |  |  |  |  |  |  |  |  |  |  |  |  |  |  |  |  |  |  |  |  |  |  |  |  |  |
|                                |                                |                                |                                |                                            |                                            |                                            |                                            | Conrad de Montferrat († 1192)              | Conrad de Montferrat († 1192)              | Conrad de Montferrat († 1192)      | Conrad de Montferrat († 1192)      | Conrad de Montferrat († 1192)      | Conrad de Montferrat († 1192)      |                                   |                                   |                                        |                                        |                                        |                                        |                                        |                                        |                             |                             |                                     |                                     |                                     |                                     |                                     |                                     |                                |                                |                                |                                |                              |                              |                              |                              | Enric II de Xampanya († 1197) | Enric II de Xampanya († 1197) | Enric II de Xampanya († 1197)           | Enric II de Xampanya († 1197)           | Enric II de Xampanya († 1197)           | Enric II de Xampanya († 1197)           |                                         |                                         |  |  |                                 |                                 |                                 |                                 |                                 |                                 |  |  |                                      |                                      |                                      |                                      |                                      |                                      |  |  |  |  |  |  |  |  |  |  |  |  |  |  |  |  |  |  |  |  |  |  |  |  |  |  |  |  |  |  |  |  |  |  |  |  |  |  |
|                                |                                |                                |                                |                                            |                                            |                                            |                                            |                                            |                                            |                                    |                                    |                                    |                                    |                                   |                                   |                                        |                                        |                                        |                                        |                                        |                                        |                             |                             |                                     |                                     |                                     |                                     |                                     |                                     |                                |                                |                                |                                |                              |                              |                              |                              |                               |                               |                                         |                                         |                                         |                                         |                                         |                                         |  |  |                                 |                                 |                                 |                                 |                                 |                                 |  |  |                                      |                                      |                                      |                                      |                                      |                                      |  |  |  |  |  |  |  |  |  |  |  |  |  |  |  |  |  |  |  |  |  |  |  |  |  |  |  |  |  |  |  |  |  |  |  |  |  |  |
|                                |                                |                                |                                |                                            |                                            |                                            |                                            |                                            |                                            |                                    |                                    |                                    |                                    |                                   |                                   |                                        |                                        |                                        |                                        |                                        |                                        |                             |                             |                                     |                                     |                                     |                                     |                                     |                                     |                                |                                |                                |                                |                              |                              |                              |                              |                               |                               |                                         |                                         |                                         |                                         |                                         |                                         |  |  |                                 |                                 |                                 |                                 |                                 |                                 |  |  |                                      |                                      |                                      |                                      |                                      |                                      |  |  |  |  |  |  |  |  |  |  |  |  |  |  |  |  |  |  |  |  |  |  |  |  |  |  |  |  |  |  |  |  |  |  |  |  |  |  |
|                                |                                |                                |                                | Joan de Brienne († 1237)                   | Joan de Brienne († 1237)                   | Joan de Brienne († 1237)                   | Joan de Brienne († 1237)                   | Joan de Brienne († 1237)                   | Joan de Brienne († 1237)                   |                                    |                                    | Maria († 1212) reina de Jerusalem  | Maria († 1212) reina de Jerusalem  | Maria († 1212) reina de Jerusalem | Maria († 1212) reina de Jerusalem | Maria († 1212) reina de Jerusalem      | Maria († 1212) reina de Jerusalem      |                                        |                                        | Hug I († 1218) rei de Xipre            | Hug I († 1218) rei de Xipre            | Hug I († 1218) rei de Xipre | Hug I († 1218) rei de Xipre | Hug I († 1218) rei de Xipre         | Hug I († 1218) rei de Xipre         |                                     |                                     | Alix de Xampanya (1195 † 1246)      | Alix de Xampanya (1195 † 1246)      | Alix de Xampanya (1195 † 1246) | Alix de Xampanya (1195 † 1246) | Alix de Xampanya (1195 † 1246) | Alix de Xampanya (1195 † 1246) |                              |                              |                              |                              |                               |                               | Felipa (1196 † 1250) x Erard de Brienne | Felipa (1196 † 1250) x Erard de Brienne | Felipa (1196 † 1250) x Erard de Brienne | Felipa (1196 † 1250) x Erard de Brienne | Felipa (1196 † 1250) x Erard de Brienne | Felipa (1196 † 1250) x Erard de Brienne |  |  | Sibil·la x Lleó II r. d'Armènia | Sibil·la x Lleó II r. d'Armènia | Sibil·la x Lleó II r. d'Armènia | Sibil·la x Lleó II r. d'Armènia | Sibil·la x Lleó II r. d'Armènia | Sibil·la x Lleó II r. d'Armènia |  |  | Melisenda x Bohemon IV pr. Antioquia | Melisenda x Bohemon IV pr. Antioquia | Melisenda x Bohemon IV pr. Antioquia | Melisenda x Bohemon IV pr. Antioquia | Melisenda x Bohemon IV pr. Antioquia | Melisenda x Bohemon IV pr. Antioquia |  |  |  |  |  |  |  |  |  |  |  |  |  |  |  |  |  |  |  |  |  |  |  |  |  |  |  |  |  |  |  |  |  |  |  |  |  |  |
|                                |                                |                                |                                | Joan de Brienne († 1237)                   | Joan de Brienne († 1237)                   | Joan de Brienne († 1237)                   | Joan de Brienne († 1237)                   | Joan de Brienne († 1237)                   | Joan de Brienne († 1237)                   |                                    |                                    | Maria († 1212) reina de Jerusalem  | Maria († 1212) reina de Jerusalem  | Maria († 1212) reina de Jerusalem | Maria († 1212) reina de Jerusalem | Maria († 1212) reina de Jerusalem      | Maria († 1212) reina de Jerusalem      |                                        |                                        | Hug I († 1218) rei de Xipre            | Hug I († 1218) rei de Xipre            | Hug I († 1218) rei de Xipre | Hug I († 1218) rei de Xipre | Hug I († 1218) rei de Xipre         | Hug I († 1218) rei de Xipre         |                                     |                                     | Alix de Xampanya (1195 † 1246)      | Alix de Xampanya (1195 † 1246)      | Alix de Xampanya (1195 † 1246) | Alix de Xampanya (1195 † 1246) | Alix de Xampanya (1195 † 1246) | Alix de Xampanya (1195 † 1246) |                              |                              |                              |                              |                               |                               | Felipa (1196 † 1250) x Erard de Brienne | Felipa (1196 † 1250) x Erard de Brienne | Felipa (1196 † 1250) x Erard de Brienne | Felipa (1196 † 1250) x Erard de Brienne | Felipa (1196 † 1250) x Erard de Brienne | Felipa (1196 † 1250) x Erard de Brienne |  |  | Sibil·la x Lleó II r. d'Armènia | Sibil·la x Lleó II r. d'Armènia | Sibil·la x Lleó II r. d'Armènia | Sibil·la x Lleó II r. d'Armènia | Sibil·la x Lleó II r. d'Armènia | Sibil·la x Lleó II r. d'Armènia |  |  | Melisenda x Bohemon IV pr. Antioquia | Melisenda x Bohemon IV pr. Antioquia | Melisenda x Bohemon IV pr. Antioquia | Melisenda x Bohemon IV pr. Antioquia | Melisenda x Bohemon IV pr. Antioquia | Melisenda x Bohemon IV pr. Antioquia |  |  |  |  |  |  |  |  |  |  |  |  |  |  |  |  |  |  |  |  |  |  |  |  |  |  |  |  |  |  |  |  |  |  |  |  |  |  |
|                                |                                |                                |                                |                                            |                                            |                                            |                                            |                                            |                                            |                                    |                                    |                                    |                                    |                                   |                                   |                                        |                                        |                                        |                                        |                                        |                                        |                             |                             |                                     |                                     |                                     |                                     |                                     |                                     |                                |                                |                                |                                |                              |                              |                              |                              |                               |                               |                                         |                                         |                                         |                                         |                                         |                                         |  |  |                                 |                                 |                                 |                                 |                                 |                                 |  |  |                                      |                                      |                                      |                                      |                                      |                                      |  |  |  |  |  |  |  |  |  |  |  |  |  |  |  |  |  |  |  |  |  |  |  |  |  |  |  |  |  |  |  |  |  |  |  |  |  |  |
|                                |                                |                                |                                |                                            |                                            |                                            |                                            |                                            |                                            |                                    |                                    |                                    |                                    |                                   |                                   |                                        |                                        |                                        |                                        |                                        |                                        |                             |                             |                                     |                                     |                                     |                                     |                                     |                                     |                                |                                |                                |                                |                              |                              |                              |                              |                               |                               |                                         |                                         |                                         |                                         |                                         |                                         |  |  |                                 |                                 |                                 |                                 |                                 |                                 |  |  |                                      |                                      |                                      |                                      |                                      |                                      |  |  |  |  |  |  |  |  |  |  |  |  |  |  |  |  |  |  |  |  |  |  |  |  |  |  |  |  |  |  |  |  |  |  |  |  |  |  |
| Frederic II († 1250) emperador | Frederic II († 1250) emperador | Frederic II († 1250) emperador | Frederic II († 1250) emperador | Frederic II († 1250) emperador             | Frederic II († 1250) emperador             |                                            |                                            | Isabel II († 1228) r. de Jerusalem         | Isabel II († 1228) r. de Jerusalem         | Isabel II († 1228) r. de Jerusalem | Isabel II († 1228) r. de Jerusalem | Isabel II († 1228) r. de Jerusalem | Isabel II († 1228) r. de Jerusalem |                                   |                                   | Maria († 1252) x Gualter IV de Brienne | Maria († 1252) x Gualter IV de Brienne | Maria († 1252) x Gualter IV de Brienne | Maria († 1252) x Gualter IV de Brienne | Maria († 1252) x Gualter IV de Brienne | Maria († 1252) x Gualter IV de Brienne |                             |                             | Isabel († 1264) x Enric d'Antioquia | Isabel († 1264) x Enric d'Antioquia | Isabel († 1264) x Enric d'Antioquia | Isabel († 1264) x Enric d'Antioquia | Isabel († 1264) x Enric d'Antioquia | Isabel († 1264) x Enric d'Antioquia |                                |                                | Enric I († 1253) r. de Xipre   | Enric I († 1253) r. de Xipre   | Enric I († 1253) r. de Xipre | Enric I († 1253) r. de Xipre | Enric I († 1253) r. de Xipre | Enric I († 1253) r. de Xipre |                               |                               | Enric de Brienne († 1250)               | Enric de Brienne († 1250)               | Enric de Brienne († 1250)               | Enric de Brienne († 1250)               | Enric de Brienne († 1250)               | Enric de Brienne († 1250)               |  |  | Isabel († 1252) r. d'Armènia    | Isabel († 1252) r. d'Armènia    | Isabel († 1252) r. d'Armènia    | Isabel († 1252) r. d'Armènia    | Isabel († 1252) r. d'Armènia    | Isabel († 1252) r. d'Armènia    |  |  | Maria d'Antioquia                    | Maria d'Antioquia                    | Maria d'Antioquia                    | Maria d'Antioquia                    | Maria d'Antioquia                    | Maria d'Antioquia                    |  |  |  |  |  |  |  |  |  |  |  |  |  |  |  |  |  |  |  |  |  |  |  |  |  |  |  |  |  |  |  |  |  |  |  |  |  |  |
| Frederic II († 1250) emperador | Frederic II († 1250) emperador | Frederic II († 1250) emperador | Frederic II († 1250) emperador | Frederic II († 1250) emperador             | Frederic II († 1250) emperador             |                                            |                                            | Isabel II († 1228) r. de Jerusalem         | Isabel II († 1228) r. de Jerusalem         | Isabel II († 1228) r. de Jerusalem | Isabel II († 1228) r. de Jerusalem | Isabel II († 1228) r. de Jerusalem | Isabel II († 1228) r. de Jerusalem |                                   |                                   | Maria († 1252) x Gualter IV de Brienne | Maria († 1252) x Gualter IV de Brienne | Maria († 1252) x Gualter IV de Brienne | Maria († 1252) x Gualter IV de Brienne | Maria († 1252) x Gualter IV de Brienne | Maria († 1252) x Gualter IV de Brienne |                             |                             | Isabel († 1264) x Enric d'Antioquia | Isabel († 1264) x Enric d'Antioquia | Isabel († 1264) x Enric d'Antioquia | Isabel († 1264) x Enric d'Antioquia | Isabel († 1264) x Enric d'Antioquia | Isabel († 1264) x Enric d'Antioquia |                                |                                | Enric I († 1253) r. de Xipre   | Enric I († 1253) r. de Xipre   | Enric I († 1253) r. de Xipre | Enric I († 1253) r. de Xipre | Enric I († 1253) r. de Xipre | Enric I († 1253) r. de Xipre |                               |                               | Enric de Brienne († 1250)               | Enric de Brienne († 1250)               | Enric de Brienne († 1250)               | Enric de Brienne († 1250)               | Enric de Brienne († 1250)               | Enric de Brienne († 1250)               |  |  | Isabel († 1252) r. d'Armènia    | Isabel († 1252) r. d'Armènia    | Isabel († 1252) r. d'Armènia    | Isabel († 1252) r. d'Armènia    | Isabel († 1252) r. d'Armènia    | Isabel († 1252) r. d'Armènia    |  |  | Maria d'Antioquia                    | Maria d'Antioquia                    | Maria d'Antioquia                    | Maria d'Antioquia                    | Maria d'Antioquia                    | Maria d'Antioquia                    |  |  |  |  |  |  |  |  |  |  |  |  |  |  |  |  |  |  |  |  |  |  |  |  |  |  |  |  |  |  |  |  |  |  |  |  |  |  |
|                                |                                |                                |                                |                                            |                                            |                                            |                                            |                                            |                                            |                                    |                                    |                                    |                                    |                                   |                                   |                                        |                                        |                                        |                                        |                                        |                                        |                             |                             |                                     |                                     |                                     |                                     |                                     |                                     |                                |                                |                                |                                |                              |                              |                              |                              |                               |                               |                                         |                                         |                                         |                                         |                                         |                                         |  |  |                                 |                                 |                                 |                                 |                                 |                                 |  |  |                                      |                                      |                                      |                                      |                                      |                                      |  |  |  |  |  |  |  |  |  |  |  |  |  |  |  |  |  |  |  |  |  |  |  |  |  |  |  |  |  |  |  |  |  |  |  |  |  |  |
|                                |                                |                                |                                | Conrad IV († 1254) rei dels Romans         | Conrad IV († 1254) rei dels Romans         | Conrad IV († 1254) rei dels Romans         | Conrad IV († 1254) rei dels Romans         | Conrad IV († 1254) rei dels Romans         | Conrad IV († 1254) rei dels Romans         |                                    |                                    |                                    |                                    |                                   |                                   | Hug de Brienne († 1294)                | Hug de Brienne († 1294)                | Hug de Brienne († 1294)                | Hug de Brienne († 1294)                | Hug de Brienne († 1294)                | Hug de Brienne († 1294)                |                             |                             | Hug III († 1284) rei de Xipre       | Hug III († 1284) rei de Xipre       | Hug III († 1284) rei de Xipre       | Hug III († 1284) rei de Xipre       | Hug III († 1284) rei de Xipre       | Hug III († 1284) rei de Xipre       |                                |                                | Hug II († 1267) rei de Xipre   | Hug II († 1267) rei de Xipre   | Hug II († 1267) rei de Xipre | Hug II († 1267) rei de Xipre | Hug II († 1267) rei de Xipre | Hug II († 1267) rei de Xipre |                               |                               | descendència                            | descendència                            | descendència                            | descendència                            | descendència                            | descendència                            |  |  | reis d'Armènia                  | reis d'Armènia                  | reis d'Armènia                  | reis d'Armènia                  | reis d'Armènia                  | reis d'Armènia                  |  |  |                                      |                                      |                                      |                                      |                                      |                                      |  |  |  |  |  |  |  |  |  |  |  |  |  |  |  |  |  |  |  |  |  |  |  |  |  |  |  |  |  |  |  |  |  |  |  |  |  |  |
|                                |                                |                                |                                | Conrad IV († 1254) rei dels Romans         | Conrad IV († 1254) rei dels Romans         | Conrad IV († 1254) rei dels Romans         | Conrad IV († 1254) rei dels Romans         | Conrad IV († 1254) rei dels Romans         | Conrad IV († 1254) rei dels Romans         |                                    |                                    |                                    |                                    |                                   |                                   | Hug de Brienne († 1294)                | Hug de Brienne († 1294)                | Hug de Brienne († 1294)                | Hug de Brienne († 1294)                | Hug de Brienne († 1294)                | Hug de Brienne († 1294)                |                             |                             | Hug III († 1284) rei de Xipre       | Hug III († 1284) rei de Xipre       | Hug III († 1284) rei de Xipre       | Hug III († 1284) rei de Xipre       | Hug III († 1284) rei de Xipre       | Hug III († 1284) rei de Xipre       |                                |                                | Hug II († 1267) rei de Xipre   | Hug II († 1267) rei de Xipre   | Hug II († 1267) rei de Xipre | Hug II († 1267) rei de Xipre | Hug II († 1267) rei de Xipre | Hug II († 1267) rei de Xipre |                               |                               | descendència                            | descendència                            | descendència                            | descendència                            | descendència                            | descendència                            |  |  | reis d'Armènia                  | reis d'Armènia                  | reis d'Armènia                  | reis d'Armènia                  | reis d'Armènia                  | reis d'Armènia                  |  |  |                                      |                                      |                                      |                                      |                                      |                                      |  |  |  |  |  |  |  |  |  |  |  |  |  |  |  |  |  |  |  |  |  |  |  |  |  |  |  |  |  |  |  |  |  |  |  |  |  |  |
|                                |                                |                                |                                | Conradí de Sicília († 1264) rei de Sicília | Conradí de Sicília († 1264) rei de Sicília | Conradí de Sicília († 1264) rei de Sicília | Conradí de Sicília († 1264) rei de Sicília | Conradí de Sicília († 1264) rei de Sicília | Conradí de Sicília († 1264) rei de Sicília |                                    |                                    |                                    |                                    |                                   |                                   | descendència                           | descendència                           | descendència                           | descendència                           | descendència                           | descendència                           |                             |                             | reis de Xipre                       | reis de Xipre                       | reis de Xipre                       | reis de Xipre                       | reis de Xipre                       | reis de Xipre                       |                                |                                |                                |                                |                              |                              |                              |                              |                               |                               |                                         |                                         |                                         |                                         |                                         |                                         |  |  |                                 |                                 |                                 |                                 |                                 |                                 |  |  |                                      |                                      |                                      |                                      |                                      |                                      |  |  |  |  |  |  |  |  |  |  |  |  |  |  |  |  |  |  |  |  |  |  |  |  |  |  |  |  |  |  |  |  |  |  |  |  |  |  |